# Maia Zidaru
Maia Zidaru (Urlați, 2 maggio 1959) è un'ex cestista rumena.

## Carriera
Con la Romania ha disputato i Campionati europei del 1981.